# شيتكمرزرد (مقاطعة إسلام آباد غرب)
شيتكمرزرد (بالفارسية: شیت‌کمرزرد) هي قرية تقع في كرمانشاه في إيران. يقدر عدد سكانها بـ 232 نسمة بحسب إحصاء 2016.